# Hypoblemum villosum
Hypoblemum villosum là một loài nhện trong họ Salticidae.
Loài này thuộc chi Hypoblemum. Hypoblemum villosum được Eugen von Keyserling miêu tả năm 1883.